# Selezione maschile di football americano del Marocco
La Selezione di football americano del Marocco è stata la selezione maggiore maschile di football americano (nella variante a 9 giocatori) dell'Associazione Marocchina di Football Americano (rappresentante marocchina della IAAFL).
Non rappresentava il Marocco in nessuna competizione ufficiale organizzata della federazione internazionale IFAF o africana IFAF Africa. In queste competizioni il Marocco era rappresentato dalla Nazionale di football americano del Marocco selezionata dalla ANMFA.
A partire dal 2016 la ANMFA non ha più organizzato eventi o rappresentative, per cui la rappresentativa della AMFA è de facto la nazionale ufficiale e la selezione è inattiva.

## Dettaglio stagioni

### Amichevoli
| Stagione | Vin | Par | Per | Tot | PF | PS | avversaria    |
| -------- | --- | --- | --- | --- | -- | -- | ------------- |
| 2015     | 0   | 0   | 1   | 1   | 24 | 38 | Italia        |
| 2016     | 0   | 0   | 1   | 1   | 2  | 8  | Waves Sanremo |
| Totale   | 0   | 0   | 2   | 2   | 26 | 46 |               |

Fonte: americanfootballitalia.com

### Riepilogo partite disputate
| Anno | Luogo  | Evento     | Fase del torneo | Incontro                      | Risultato |
| 2015 | Novara | Amichevole |                 | Italia IAAFL - Marocco IAAFL  | 38 - 24   |
| 2015 | Novara | Amichevole |                 | Waves Sanremo - Marocco IAAFL | 8 - 2     |

## Confronti con le altre Nazionali
Questi sono i saldi del Marocco nei confronti delle Nazionali incontrate.

### Saldo negativo
| Nazionale    | Giocate | Vinte | Pareggiate | Perse | PF | PS | Ultima vittoria | Ultimo pari | Ultima sconfitta |
| ------------ | ------- | ----- | ---------- | ----- | -- | -- | --------------- | ----------- | ---------------- |
| Italia IAAFL | 1       | 0     | 0          | 1     | 24 | 38 | -               | -           | 2015             |